# Hermonville
Hermonville est une commune française située dans le département de la Marne et la région Grand Est.

## Géographie

### Localisation
Hermonville se trouve au nord-ouest du département de la Marne, en région Grand Est. Dominée au sud et à l'ouest par le massif de Saint-Thierry, la commune appartient à la région agricole du Tardenois.
La commune de Hermonville s'étend sur une superficie de 1 330 hectares. Sur son territoire, l'altitude varie de 73 à 217 mètres. 
Par la route, Hermonville se situe à 66 km de Châlons-en-Champagne, préfecture du département, à 14 km de Reims, sous-préfecture, et à 14 km de Bourgogne-Fresne, bureau centralisateur du canton de Bourgogne-Fresne dont dépend Hermonville depuis 2015. La commune fait en outre partie du bassin de vie de Reims.
Hermonville est limitrophe de 8 communes :
|             | Cauroy-lès-Hermonville | Loivre            |
| Bouvancourt | Hermonville            | Villers-Franqueux |
| Pévy        | Trigny                 | Pouillon, Chenay  |

### Géologie
Les alternances d'argiles et de calcaires permettent l'existence de cultures étendues dans cette région. Une assez vaste carrière dans l'angle de la route de Bouvancourt à Hermonville, entame le plateau calcaire dans le Lutétien continental. Dans la descente vers Hermonville, sur la gauche, d'anciennes exploitations souterraines, creusées dans le calcaire grossier du Lutétien moyen. Une grande partie des matériaux extraits, le banc-royal d'Hermonville ou pierre dure d'Hermonville, fut utilisée pour la construction de la cathédrale de Reims et des églises et maisons de la région.
Carrières aussi utilisées autrefois pour la culture des champignons de couche. La superficie totale des galeries, datant de 1882, est d'environ cinquante hectares.
Il existe d'autre carrières dans le massif. En 1297, l'abbé et les religieux de Saint-Thierry permettent de prendre dans les carrières de leur abbaye entre Trigny et Hermonville toutes les pierres nécessaires à la construction de l'ancienne église Saint-Nicaise.
Les sables thanétiens qui affleurent entre Toussicourt et Marzilly ne contiennent pas de principes fertilisants et leur grande perméabilité les rend absolument stériles pendant les périodes de sécheresse.

### Hydrographie
Le territoire d'Hermonville n'est traversé que par un mince ruisselet qui n'atteint pas un mètre de largeur. C'est le ruisseau de Robassa ou Rabassa qui vient des marais des Grattières et des Coquins, traverse la route de Laon, l'autoroute A26 et se jette dans La Loivre au niveau du canal de l'Aisne à la Marne.
Un autre, le ruisseau des Merlivats, d'importance encore plus faible draine la région comprise entre Toussicourt et Marzilly et vient se perdre au bas de Toussicourt dans un ancien marais que l'on est parvenu à dessécher en creusant un puits qui descend jusqu'à la craie ; de sorte que les eaux qui tombent sur le territoire n'ont nulle part d'écoulement, elles sont entièrement absorbées par le sol.
Les sources minérales des environs : fontaine Saint-Martin ou du Bois de l'Arbre, fontaine des Coquins, fontaine des Grattières qui faisaient tourner de nombreux moulins, sont répertoriées depuis le début du XVIIIe siècle.

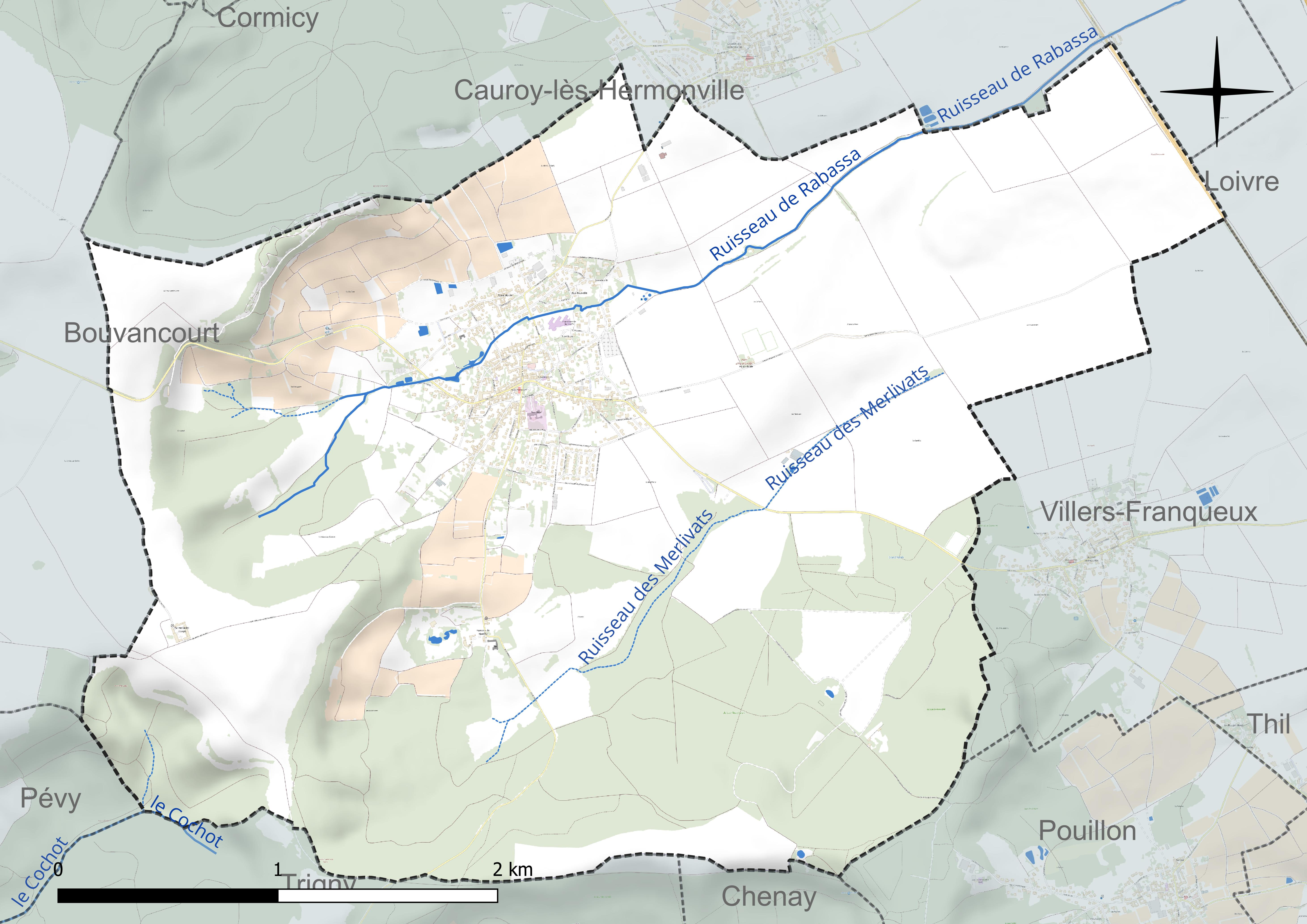
Réseau hydrographique d'Hermonville.

### Climat
Pour des articles plus généraux, voir Climat du Grand Est et Climat de la Marne.
En 2010, le climat de la commune est de type climat océanique dégradé des plaines du Centre et du Nord, selon une étude du Centre national de la recherche scientifique s'appuyant sur une série de données couvrant la période 1971-2000. En 2020, Météo-France publie une typologie des climats de la France métropolitaine dans laquelle la commune est exposée à un climat océanique altéré et est dans la région climatique  Nord-est du bassin Parisien, caractérisée par un ensoleillement médiocre, une pluviométrie moyenne régulièrement répartie au cours de l’année et un hiver froid (3 °C). 
Pour la période 1971-2000, la température annuelle moyenne est de 10,5 °C, avec une amplitude thermique annuelle de 15,8 °C. Le cumul annuel moyen de précipitations est de 712 mm, avec 11,7 jours de précipitations en janvier et 8,2 jours en juillet. Pour la période 1991-2020, la température moyenne annuelle observée sur la station météorologique de Météo-France la plus proche, « Chambrecy-Civc », sur la commune de Chambrecy à 18 km à vol d'oiseau, est de 10,7 °C et le cumul annuel moyen de précipitations est de 734,0 mm. 
La température maximale relevée sur cette station est de 40,3 °C, atteinte le 25 juillet 2019 ; la température minimale est de −22,1 °C, atteinte le 17 janvier 1985,,. 
Les paramètres climatiques de la commune ont été estimés pour le milieu du siècle (2041-2070) selon différents scénarios d'émission de gaz à effet de serre à partir des nouvelles projections climatiques de référence DRIAS-2020. Ils sont consultables sur un site dédié publié par Météo-France en novembre 2022.

## Urbanisme

### Typologie
Au 1er janvier 2024, Hermonville est catégorisée bourg rural, selon la nouvelle grille communale de densité à sept niveaux définie par l'Insee en 2022.
Elle est située hors unité urbaine. Par ailleurs la commune fait partie de l'aire d'attraction de Reims, dont elle est une commune de la couronne,. Cette aire, qui regroupe 294 communes, est catégorisée dans les aires de 200 000 à moins de 700 000 habitants,.

### Occupation des sols

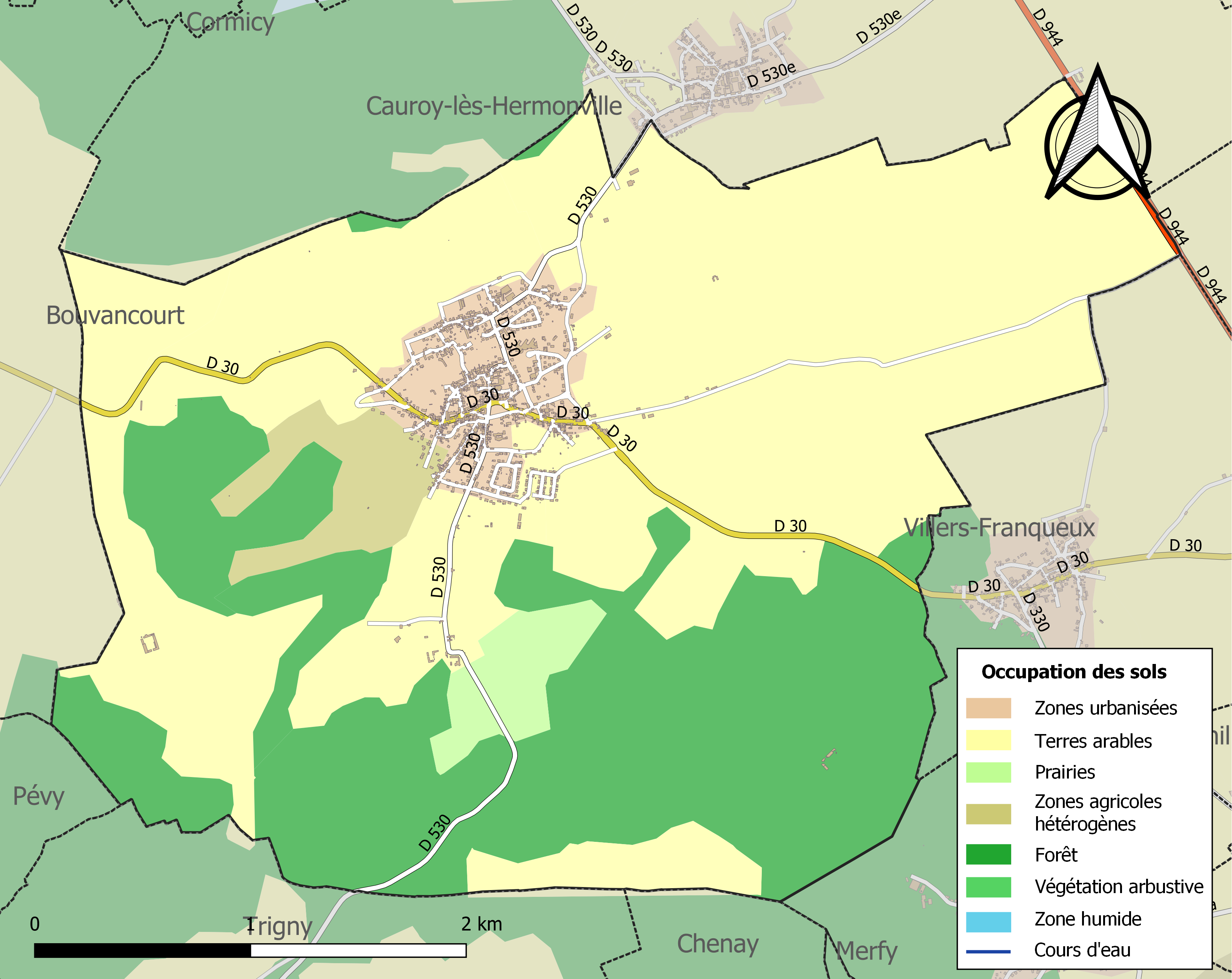
Carte des infrastructures et de l'occupation des sols de la commune en 2018 (CLC).

L'occupation des sols de la commune, telle qu'elle ressort de la base de données européenne d’occupation biophysique des sols Corine Land Cover (CLC), est marquée par l'importance des territoires agricoles (62,2 % en 2018), une proportion identique à celle de 1990 (62,2 %). La répartition détaillée en 2018 est la suivante : 
terres arables (43,8 %), forêts (32,7 %), cultures permanentes (13 %), zones urbanisées (5,1 %), zones agricoles hétérogènes (3,1 %), prairies (2,3 %).
L'IGN met par ailleurs à disposition un outil en ligne permettant de comparer l’évolution dans le temps de l’occupation des sols de la commune (ou de territoires à des échelles différentes). Plusieurs époques sont accessibles sous forme de cartes ou photos aériennes : la carte de Cassini (XVIIIe siècle), la carte d'état-major (1820-1866) et la période actuelle (1950 à aujourd'hui).

## Toponymie
Hermonville vient du latin Herimundi Villa, c'est-à-dire domaine d'Herimund ; Il s'agit d'une formation toponymique médiévale en -ville au sens ancien de « domaine rural ». C'était souvent en milieu rural une ferme ou un hameau avec ses terres d'exploitation. Et il était d'usage de rattacher un nom de lieu à celui du maître du lieu. Les toponymistes y reconnaissent le nom de personne de type germanique comme Herman(n).
D'après Auguste Longnon, on trouve mention d'Hermonville.
- Villa Herimundi, VIe siècle (Flodoard, test. de saint Remy).
- Hermundivilla, 987-996 (Marlot, t. II, p. 809).
- Herimundi Villa, comm. du XIe siècle (Polyptyque de Saint-Remi ).
- Hermunville, Hermunvilla, 1203 (cartulaire B de Saint-Remi, p. 155).
- Heremondivilla, 1205 (St Remy, l.101). –
- Domus d'Ermonvilla, 1212 (cart. C de S.-Remy, f 43 r°).
- Hermonvilh, 1213 (arch. lég. de Reims, cout. p. 181).
- Hermondivilla, 1223 (S.-Remy, l. 133).
- Hermonvile, 1261 (S.-Symphorien, b. i).
- Hermonneville, 1556 (arch. lég. de Reims, cout. p. 876).
- Armonville, XVIIIe siècle  (Cassini).

## Histoire
Vers 1825, quand les habitants d'Hermonville tiraient de la terre pour leurs vignes, ils mettaient fréquemment au jour des tombes en pierre. Au lieu-dit la Croix de Ringlet, aux environs de l'écart de Saint-Martin, au-dessus du mont Cholet, sur un monticule qui s'élève à quelque distance à l'est du hameau disparu de Sommeville, une nécropole mérovingienne du VIIe siècle ou  VIIIe siècle a été découverte.

### Moyen Âge
Herimundi Villa est cité dans le cartulaire connu sous le nom de Polyptyque de Saint-Remi, comme une manse tributaire de Villarum Sancti Remigii, l'abbaye Saint-Remi de Reims.
Une charte de Philippe-Auguste autorise Hermonville à s'ériger en commune et y établit des foires et des marchés.
Au Moyen Âge, le terroir d'Hermonville appartenait à 8 ou 9 seigneuries distinctes, certaines aux mains de seigneurs ecclésiastiques : l'abbaye Saint-Remi de Reims, l'abbaye Saint-Pierre-les-Dames et l’abbaye de Saint-Thierry, le chapitre métropolitain de Reims, le trésorier de ce chapitre, le comte de Roucy, détenteur de la grande vicomté, et le petit vicomte, son vassal, et la Commanderie de Reims au lieu-dit le Temple.
Hermonville appartenait en partie à l'abbaye de Saint-Thierry, probablement dès la fin du XIIe siècle. L'abbaye de Saint-Thierry était non seulement seigneur, mais aussi curés primitifs de l'église et patron collateur de la paroisse du village. L'autel lui avait été donné en 1093 par l'archevêque Renaud du Bellay. Le droit de patronage (possibilité de présenter à l'évêque, pour qu'il l'ordonne, le desservant d'une église) lui appartenait donc, ainsi qu'une part dans les dîmes et revenus de l'autel. Les réparations de l'église incombaient en partie aux paroissiens, en partie au patron. Vers 1146, les habitants domiciliés au-delà du ruisseau, vers l'église Saint-Martin, construisirent un four, avec l'intention d'en affecter les profits aux réparations de l'église, four, qui devint alors banal et avait été donné par les habitants aux moines. Une bulle du 13 janvier 1156 mentionne le manse seigneurial de Toussicourt, avec le ban et la justice. En 1256, les moines de Saint-Thierry prétendaient avoir d'ancienneté en certains lieux d'Hermonville.
Chacune de ces seigneuries avait son maire et ses échevins nommés par le seigneur et à qui appartenait l'exercice de la haute justice. La population formait néanmoins une seule communauté, représentée par cinq jurés. En juin 1230, une charte de franchises, limitant les droits seigneuriaux, est concédée par l'abbaye Saint-Remi de Reims aux habitants d'Hermonville. Un accord fut conclu en janvier 1256, les religieux de Saint-Thierry renoncèrent à réclamer la dîme des produits qui n'y avaient pas été assujettis jusqu'alors, tels que légumes, fruits, œufs, fromages.
Baudoin d'Avennes céda tous ses droits sur le comté de Hainaut à Jean, son frère aîné, se réservant le titre de la seigneurie d'Avennes. Il partit plusieurs fois en croisade, et accompagna Saint Louis en Palestine en 1263. À son retour de la Terre sainte, Philippe le Hardi, pour le récompenser de ses services lui donna les terres et la seigneurie d'Hermonville, Clamecy, Villers-en-Prayères, Trucy, etc. Baudoin mourut à Hermonville en 1284.
Un accord est passé le 16 septembre 1320 entre les religieux de Saint-Remi de Reims et les habitants d'Hermonville, au sujet de la nomination des jurés chargés d'administrer le village, accord reconnu et accepté aussi par le chapitre de Reims et confirmés par des lettres de Philippe V, en 1320 et en 1321.
Plusieurs seigneuries d'Hermonville furent possédées par des seigneurs ardennais. En 1331, on trouve Baudry de Lonny, seigneur d'Angehan sur Muese (Anchamps), et Alis de Juvincourt, sa femme, qui reconnaissent comme vicomtes les franchises d'Hermonville et en 1353, Gui de Chappes (Cheppes, commune de Contreuve), qui était seigneur pour la moitié de Sainte-Marie-sous-Bourcq et tenait un fief à Neuvizy. Les conflits étaient fréquents entre ces petites seigneuries enchevêtrées les unes dans les autres : en 1353, il y a un conflit entre Gui de Cheppes et l'abbaye Saint-Remi.
En 1373, pendant la guerre de Cent Ans, les Anglais commandés par Jean de Gand, duc de Lancastre et Jean de Bretagne envahirent la Champagne, pillèrent et ravagèrent Hermonville pendant la chevauchée de Lancastre.
Un accord est passé le 7 avril 1374 entre les religieux de Saint-Remi de Reims et les jurés et habitants d'Hermonville, par lequel ces derniers ont droit de tenir un ban avant la moisson de chaque année, et de fixer le jour pour l'ouverture de la moisson. Le 17 décembre 1393, permission est donnée par le chapitre de Reims aux habitants d'Hermonville, d'instituer des courtiers de vin, et de faire la visite et la taxe du pain mis en vente.

### Époque moderne
Jean-Baptiste Blavier (1705-1775) a dressé vers le milieu du XVIIIe siècle le sommaire des propriétés, seigneuries, fiefs et bois relevant de l'ancien comté de Roucy. La partie de ce manuscrit écrit à Hermonville, le 29 juin 1749, donne les détails sur l'appartenance des seigneuries:
- La Grande Vicomté d'Hermonville, appartenant à Marthe Elisabeth de la Rochefoucauld  (1720-1784), duchesse d'Ancenis. Sa juridiction consiste en tous les usages dans toute la montagne, dans tous les chemins ; en la police, même sur les autres seigneuries, tous les rapports des délits se font au greffe de la Grande Vicomté, juridiction sur trois maisons de Marzilly.
- La deuxième à l'abbesse de Saint-Pierre-les-Dames, 24 à 25 maisons répandues dans différents endroits et mêlées avec les autres seigneuries. L'église est dans l'étendue de sa juridiction, ainsi que la place au-devant et le cimetière et la maison seigneuriale, à main gauche de l'église.
- La vicomté de Cramaille appartenant à Louis-Joseph d'Avennes (1710-1780)[Note 5]. Elle consiste en juridiction sur 24 ou 25 maisons, répandues dans tous les différents endroits du village et mêlées avec les autres seigneuries et plusieurs héritages sur différents cantons du terroir, aussi mêlés avec les autres seigneurs. Il a sur ces maisons et héritages droit de cens, emportant lots et ventes. On fait rapport en sa justice de tous les délits qui se font dans le village et sur le terroir d'Hermonville jusqu'au port du septentrion, depuis la fontaine de Gracières jusqu'au pont de Luxembourg, en suivant la rivière de Robansac qui sépare cette vicomté de Cramaille, appelée communément la Petite Vicomté, de celle de Mme la Duchesse, qui est de l'autre côté du ruisseau, côté du midi et qui est appelée la Grande Vicomté; et cependant les gardes-terroirs, gardes-vignes et autres se nomment toujours à la Grande Vicomté pour tout le terroir indistinctement.
- La quatrième aux religieux de Saint-Remi qui ont la juridiction sur près de 80 maisons, situées comme les autres, dans différents endroits du village d'Hermonville et mêlées avec les autres seigneuries.
- La seigneurie du Chapitre de l'Eglise Métropolitaine de Reims qui ont la juridiction sur 23 ou 24 maisons du village et sur plusieurs héritages situés sur le terroir, le tout mêlées et confondu avec les autres seigneuries.
- Le fief de Révigneux ou de Follepeine, relevant de la terre de Cormicy, appartient pour les deux tiers à M. de Chimer d'Hermonville, l'autre tiers à M. d'Avennes, à M. de Tourville, à M. du Moncet, à M. Langlois et à M. de Courtel, chacun pour des parts inégales ; il consiste en la juridiction sur 24 ou 25 maisons et sur plusieurs héritages répandus sur le village et terroir d'Hermonville, mêlés comme les autres et portant cens, lots et ventes.
- La seigneurie du commandeur du Temple qui n'a juridiction que sur une maison dont il est propriétaire : deux pièces de vignes, une en gratière, l'autre en marseleine; trois pièces de terre, l'une au clos de Marzilly ou près du Temple et deux à Herville dont il est pareillement propriétaire.
- La seigneurie du trésorier de l'église métropolitaine de Reims a juridiction sur toutes les maisons de Marzilly, à l'exception des trois maisons qui sont de la juridiction de la Grande Vicomté et le château, mais n'a aucuns cens, ni lots, ni ventes. Le château est un franc-alleu noble.

La plus grande partie du terroir d'Hermonville et plusieurs maisons du village sont en franc-alleu, ne payant aucun droit à qui que ce soit et ces héritages, aussi tenus en franc-alleu, ne composent point des cantons particuliers, mais sont mêlés partout et dans tous les cantons avec les héritages sujets à droits de cens envers les différents seigneurs et messieurs les religieux de Saint-Rémy prétendant sur ces francs-alleus la juridiction qui leur est contestée par les autres seigneurs. La Montagne entière est du nombre des francs-alleus et les anciens titres en donnent la juridiction au comté de Roucy. Tous les bois sont aussi en francalleu.
Hermonville faisait partie, en 1789, de l'élection de Reims et suivait pour partie la coutume de Reims, pour partie celle de Vitry. Son église paroissiale, diocèse de Reims, doyenné d'Hermonville, était consacrée au Saint Sauveur ; l'archevêque de Reims en était collateur.

### Époque contemporaine
En février 1814, Hermonville est occupé par 6 000 soldats de l'Empire russe sous les ordres du prince Kowansky et en 1815 par le régiment de hussards Alexandriski (régiment de Sa Majesté Impériale Alexandra Feodorovna de Russie).
Hermonville est connu pour la production de vin rouge, le vin rouge de Marzilly et d'asperges.
On y exploite d'importantes carrières de pierre à bâtir. En 1846, il y plus de 200 ouvriers carriers rattachés à la commune. En 1876, la Société Châtelot-Forest et Cie exploitent les carrières. En 1889, La carrière de Saint-Joseph est exploitée par Châtelot et la carrière des Rouges-Monts de Marzilly par Dufresne.
On y fait aussi un commerce de coutellerie.
Hermonville était sur la ligne du chemin de fer de la Banlieue de Reims (C.B.R), Reims-Cormicy, inauguré le 14 avril 1897.
L'électricité est installée dans la commune dans les années 1910.

### Première Guerre mondiale

Hermonville, 1915.

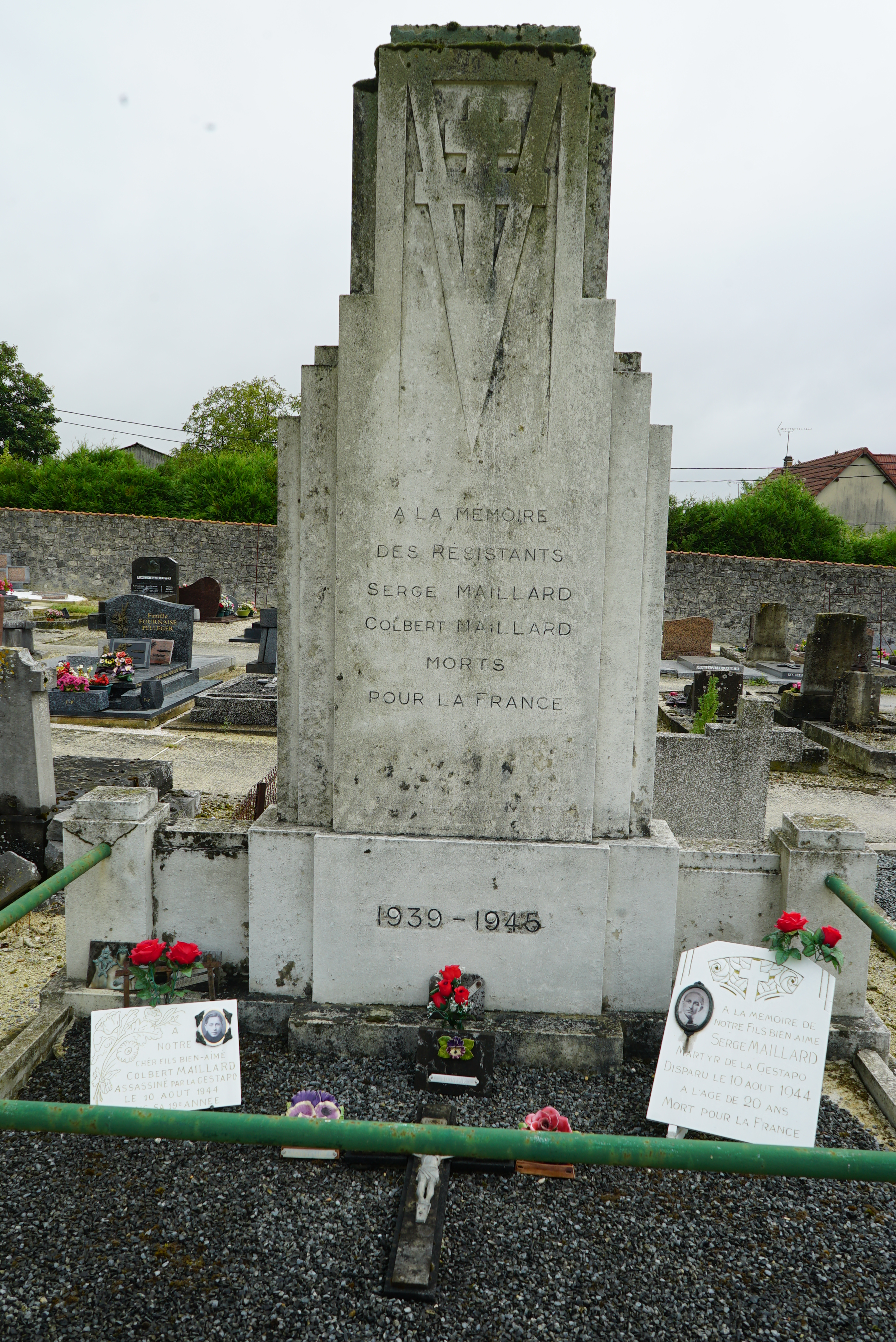
Mémorial aux résistants Serge et Colbert Maillard.

Hermonville est envahie par les Allemands au début de la guerre, puis le village reste en possession des Français pendant presque toute la durée de la guerre. Il est situé à proximité immédiate du front et des combats pour la possession de Loivre et le contrôle du canal de l'Aisne à la Marne. C'est un lieu de cantonnement, très fréquenté par les soldats au repos, et une réserve pour les attaques françaises.
En 1914, le château de Marzilly sert de PC à l'état-major de la 12e brigade d'infanterie (5e et 119e régiment d'infanterie) de la 6e D.I, engagée dans la 1re bataille de l'Aisne. Le général de division Philippe Pétain, commandant la 6e D.I., est nommé au commandement du 33e C. A., après avoir été fait officier de la Légion d'honneur  par le général Hache au P. C. de la tour d'Hermonville, en octobre 1914.
En 1915 est créée l'école des missions spéciales pour former dans le plus grand secret des dizaines d'espions et de les déposer derrière les lignes ennemies pour y mener des actions de sabotage et de renseignement. Il faut trouver des hommes courageux mais surtout pourvus d'une connaissance aiguë du terrain. Le commandement français se tourne alors tout naturellement vers le corps militaire des douanes de Charleville-Mézières. C'est à Hermonville que ces douaniers sont formés aux rudiments de l'espionnage.
Roland Dorgelès y séjourne longuement au début de 1915 avec le 39e R.I.
En avril 1917, il sert de base arrière à l’armée française, pour la bataille du Chemin des Dames, qui s’abrite notamment dans ses champignonnières.
Hermonville est re-occupée par les Allemands de la fin mai à octobre 1918.
244 soldats reposent dans le cimetière britannique, morts pour la plupart lors de l’offensive surprise allemande du 27 mai 1918.
Il y avait une nécropole nationale à Hermonville, la nécropole nationale du Luxembourg, qui n’existe plus. Les corps ont été transférés à la nécropole nationale de Cormicy en 2007.
La commune est décorée de la Croix de guerre 1914-1918 le 1er octobre 1920.

## Politique et administration

### Intercommunalité
La commune, antérieurement membre de la communauté de communes des Deux Coteaux, était membre, depuis le 1er janvier 2014, de la communauté de communes du Nord Champenois.
En effet, conformément au schéma départemental de coopération intercommunale de la Marne du 15 décembre 2011, cette communauté de communes du Nord Champenois était  issue de la fusion, le 1er janvier 2014, de :
- la communauté de communes de la Colline,
- de la communauté de communes de la Petite Montagne,
- de la Communauté de communes des Deux Coteauc
- et de la communauté de communes du Massif[44],[45].

Dans le cadre de la  loi portant nouvelle organisation territoriale de la République (Loi NOTRe), promulguée le 7 août 2015, qui prescrit le renforcement de la coopération intercommunale, le schéma départemental de coopération intercommunale du 30 mars 2016 prévoit le regroupement de 144 communes dans une nouvelle communauté urbaine centrée sur Reims, comptant environ  300 000 habitants, faisant de cette intercommunalité la deuxième de la nouvelle région Grand Est, derrière celle de Strasbourg.
C'est ainsi qu'a été créée  le 1er janvier 2017.la communauté urbaine du Grand Reims dont est désormais membre la commune.

### Liste des maires
| Période                                  | Période | Identité       | Étiquette | Qualité |
| ---------------------------------------- | ------- | -------------- | --------- | ------- |
| Les données manquantes sont à compléter. |         |                |           |         |
| ? (en fonction en 1467)                  |         | Jehan Marchant |           | Maïeur  |

| Période                                  | Période                       | Identité                                         | Étiquette | Qualité                                                                         |
| ---------------------------------------- | ----------------------------- | ------------------------------------------------ | --------- | ------------------------------------------------------------------------------- |
| Les données manquantes sont à compléter. |                               |                                                  |           |                                                                                 |
|                                          | (en fonction en 1793)         | Jean Lombart                                     |           |                                                                                 |
|                                          |                               | Daubin                                           |           |                                                                                 |
| juillet 1795                             | octobre 1795                  | Jean-Nicolas Clicquot de Toussicourt (1746-1821) |           |                                                                                 |
| octobre 1795                             | juin 1800                     | Ponce-Louis Harlaut                              |           |                                                                                 |
| juin 1800                                | octobre 1815                  | Jean-Nicolas Clicquot de Toussicourt (1746-1821) |           |                                                                                 |
| octobre 1815                             |                               | Amédée Louis Charles d’Avesnes (1785-1847)       |           |                                                                                 |
|                                          |                               | Ernest d'Avennes (1821-1892)                     |           |                                                                                 |
| Les données manquantes sont à compléter. |                               |                                                  |           |                                                                                 |
| (en fonction en 1842)                    |                               | César Adolphe Péronneau (1807-1864)              |           |                                                                                 |
| 1853                                     |                               | Henri Raymond Victor Petit (1819-1872)           |           |                                                                                 |
|                                          | 1874                          | Jean Marie Leroux-Goumant (1802-1875)            |           | Juge, conseiller d’arrondissement                                               |
| (en fonction en 1879)                    |                               | Paul Communal (1836-1898),                       |           |                                                                                 |
| (en fonction en 1896)                    |                               | Lemerle                                          |           |                                                                                 |
| (en fonction en 1908)                    |                               | Georges Communal (1840-1913),                    |           |                                                                                 |
| (en fonction en 1914)                    |                               | Jules Chrétien                                   |           |                                                                                 |
|                                          |                               | Henri Forest                                     |           |                                                                                 |
| Les données manquantes sont à compléter. |                               |                                                  |           |                                                                                 |
| mars 2001                                | mars 2008                     | Marie-Annick Fressard                            |           |                                                                                 |
| mars 2008                                | nov. 2012                     | Joël Gourmand                                    |           | Président de la CC des 2 Côteaux (2001 → 2011) Démissionnaire                   |
| 1er février 2013                         | En cours (au 11 juillet 2020) | Katia Beaujard                                   |           | Vice-présidente de la CU Grand Reims (2017 → ) Réélue pour le mandat 2020-2026, |

## Démographie
L'évolution du nombre d'habitants est connue à travers les recensements de la population effectués dans la commune depuis 1793. Pour les communes de moins de 10 000 habitants, une enquête de recensement portant sur toute la population est réalisée tous les cinq ans, les populations de référence des années intermédiaires étant quant à elles estimées par interpolation ou extrapolation. Pour la commune, le premier recensement exhaustif entrant dans le cadre du nouveau dispositif a été réalisé en 2007.

En 2022, la commune comptait 1 409 habitants, en évolution de −2,63 % par rapport à 2016 (Marne : −1,19 %, France hors Mayotte : +2,11 %).
| 1793  | 1800 | 1806  | 1821  | 1831  | 1836  | 1841  | 1846  | 1851  |
| ----- | ---- | ----- | ----- | ----- | ----- | ----- | ----- | ----- |
| 1 010 | 980  | 1 226 | 1 232 | 1 435 | 1 445 | 1 517 | 1 579 | 1 552 |

| 1856  | 1861  | 1866  | 1872  | 1876  | 1881  | 1886  | 1891  | 1896  |
| ----- | ----- | ----- | ----- | ----- | ----- | ----- | ----- | ----- |
| 1 514 | 1 561 | 1 484 | 1 244 | 1 255 | 1 207 | 1 184 | 1 081 | 1 095 |

| 1901  | 1906  | 1911  | 1921 | 1926 | 1931 | 1936 | 1946 | 1954 |
| ----- | ----- | ----- | ---- | ---- | ---- | ---- | ---- | ---- |
| 1 084 | 1 061 | 1 013 | 790  | 695  | 700  | 691  | 704  | 679  |

| 1962 | 1968 | 1975 | 1982 | 1990  | 1999  | 2006  | 2007  | 2012  |
| ---- | ---- | ---- | ---- | ----- | ----- | ----- | ----- | ----- |
| 737  | 793  | 854  | 924  | 1 124 | 1 245 | 1 298 | 1 304 | 1 455 |

| 2017  | 2022  | - | - | - | - | - | - | - |
| ----- | ----- | - | - | - | - | - | - | - |
| 1 417 | 1 409 | - | - | - | - | - | - | - |

## Culture et patrimoine

### Lieux et monuments

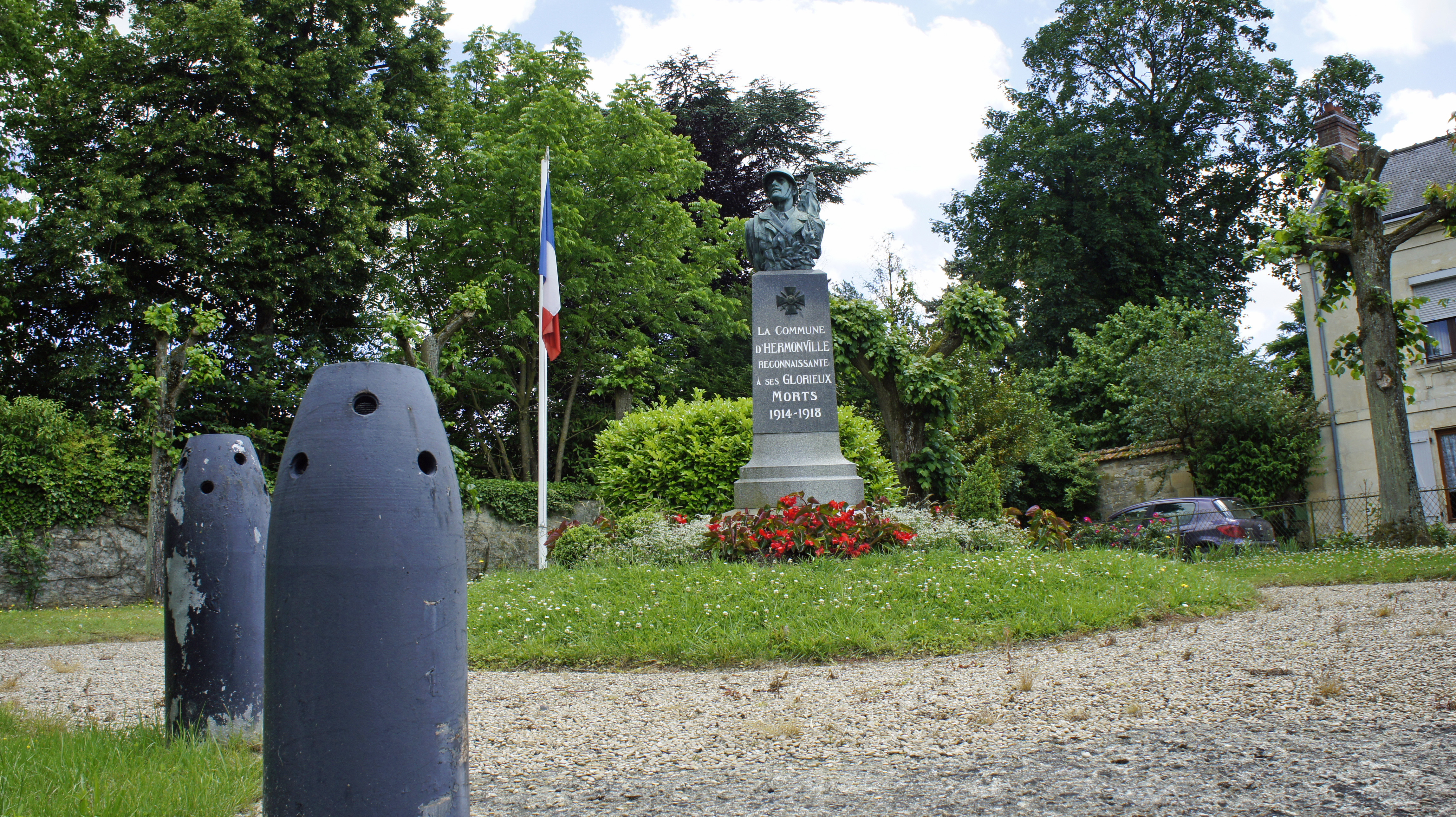
Monument aux morts.
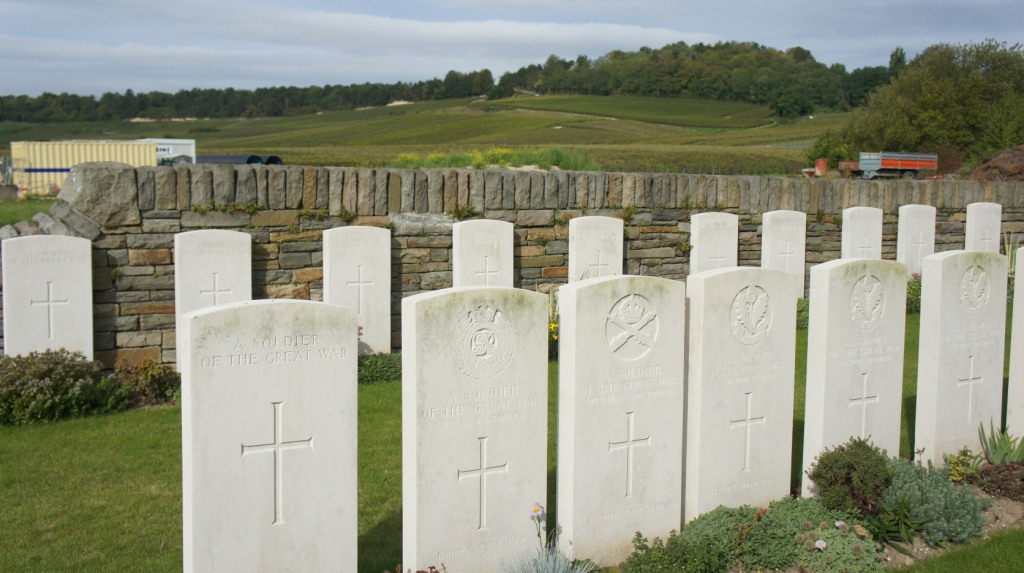
Le cimetière militaire britannique.
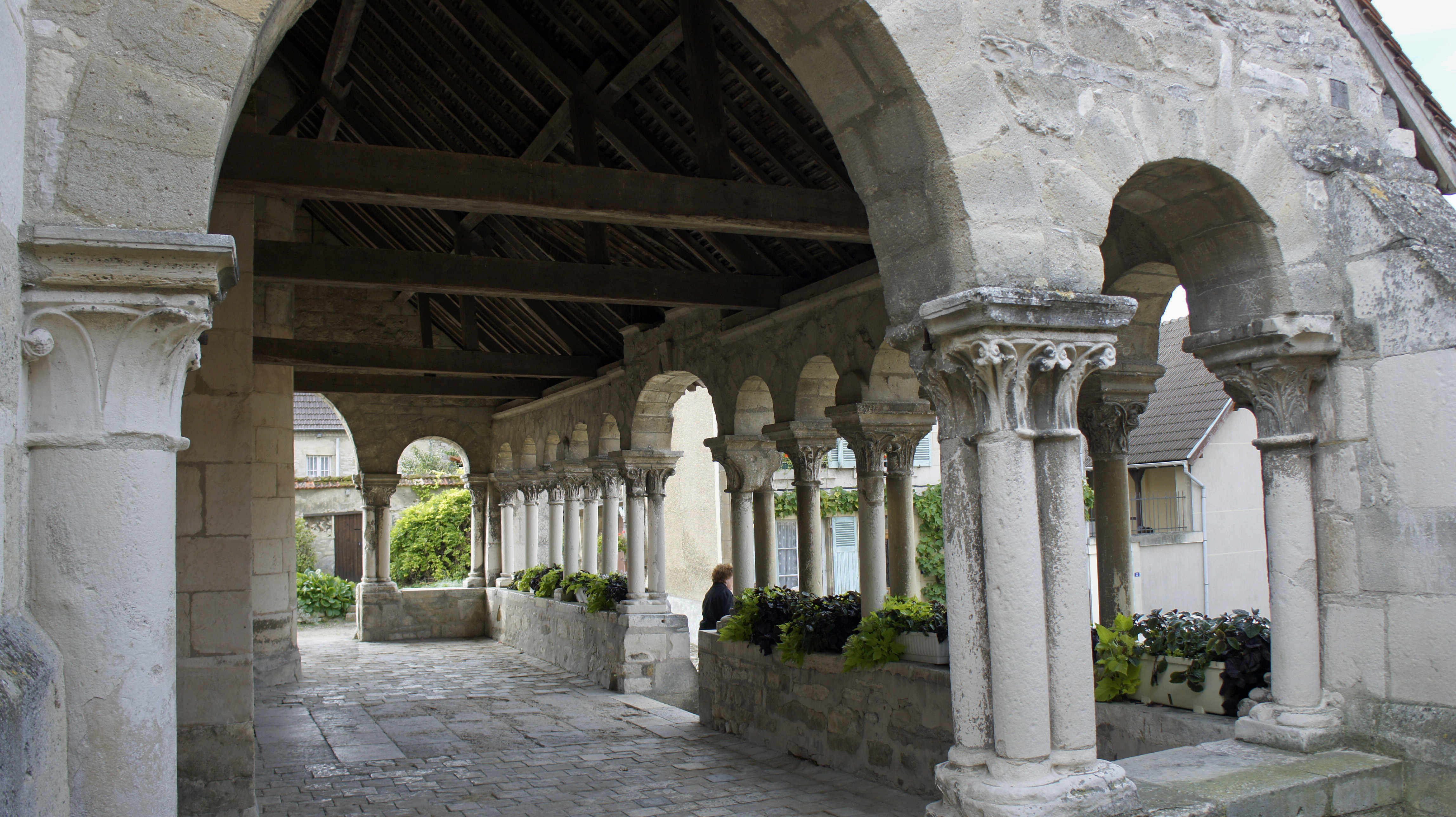
L'avant-porche de l'église Saint-Sauveur.
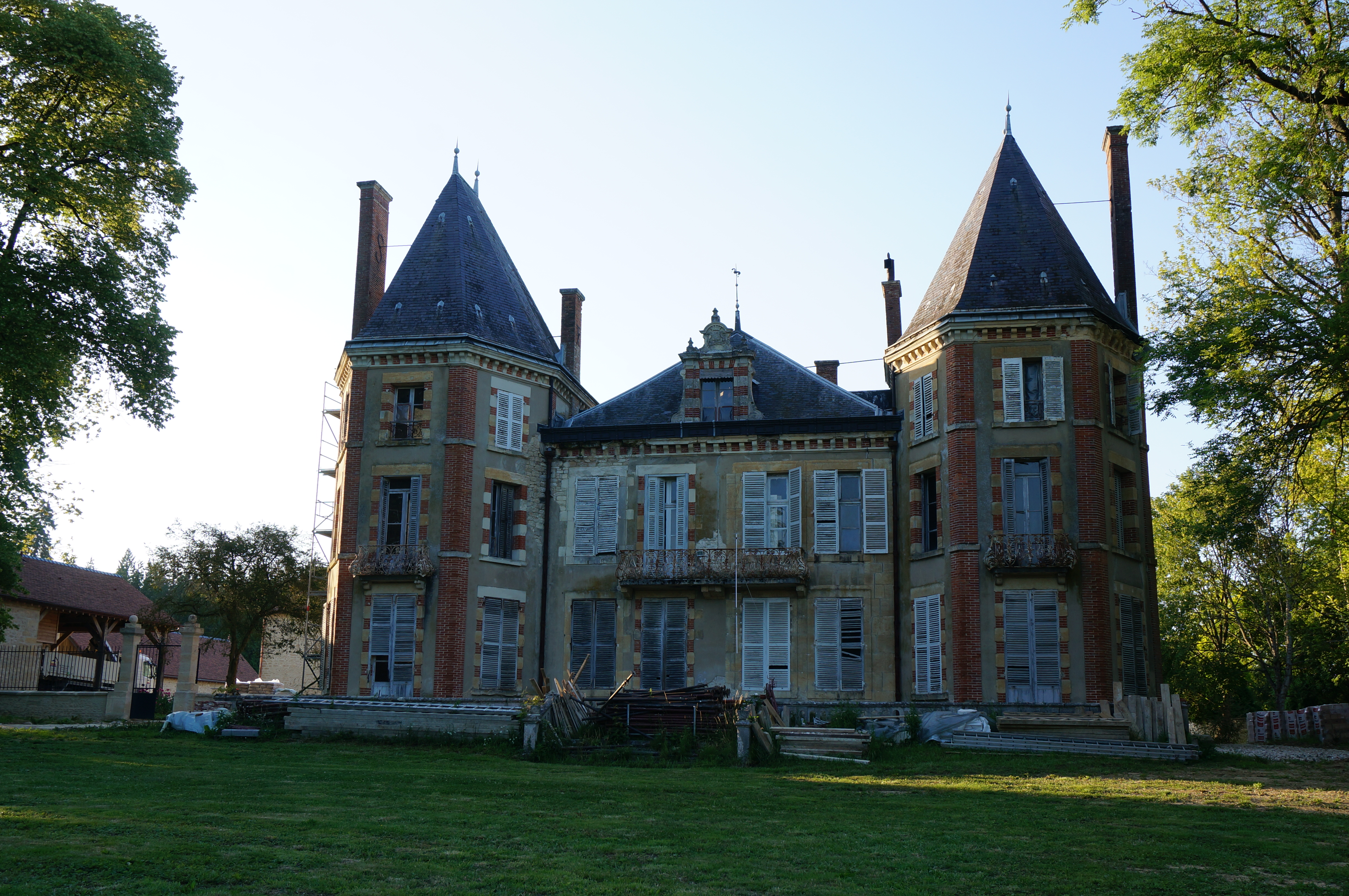
Le château de Marzilly.

- L'église Saint-Sauveur date du milieu du XIIe siècle. Elle est classée monument historique par arrêté du 10 décembre 1919.Elle précédée d'un avant-porche champenois . Le buffet d'orgue en chêne, qui se trouvait avant la Révolution dans l'église Saint-Étienne de Reims, remonte en partie aux XVe, XVIIe et XXe siècles. Il est également classé monument historique depuis le 23 avril 1979[66]. Plusieurs tableaux datant de la Renaissance sont classés monuments historiques, ainsi qu'un retable en pierre.
- Le monument aux morts de la Première Guerre mondiale, inauguré le 27 juillet 1924..
- Le cimetière militaire britannique d'Hermonville où 244 soldats britanniques sont inhumés..
- Les maisons avec leurs statues, bas-reliefs et porches anciens.
- La place du village, rénovée, les marronniers centenaires creux  et malades ont été remplacés, la place est modernisée, tout en conservant son style.

#### Châteaux

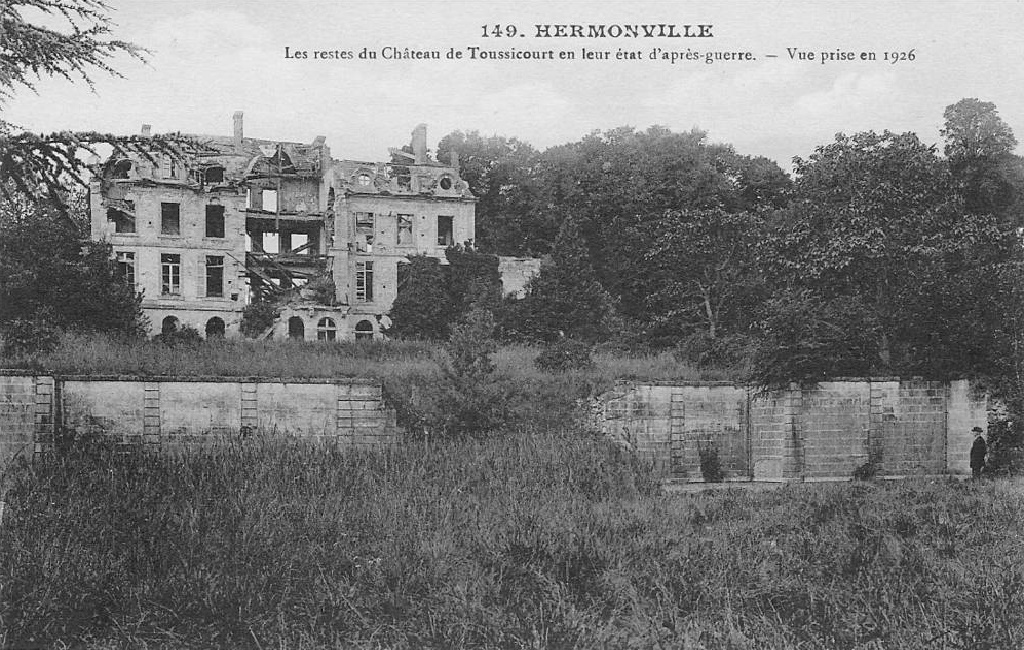
Château de Toussicourt.

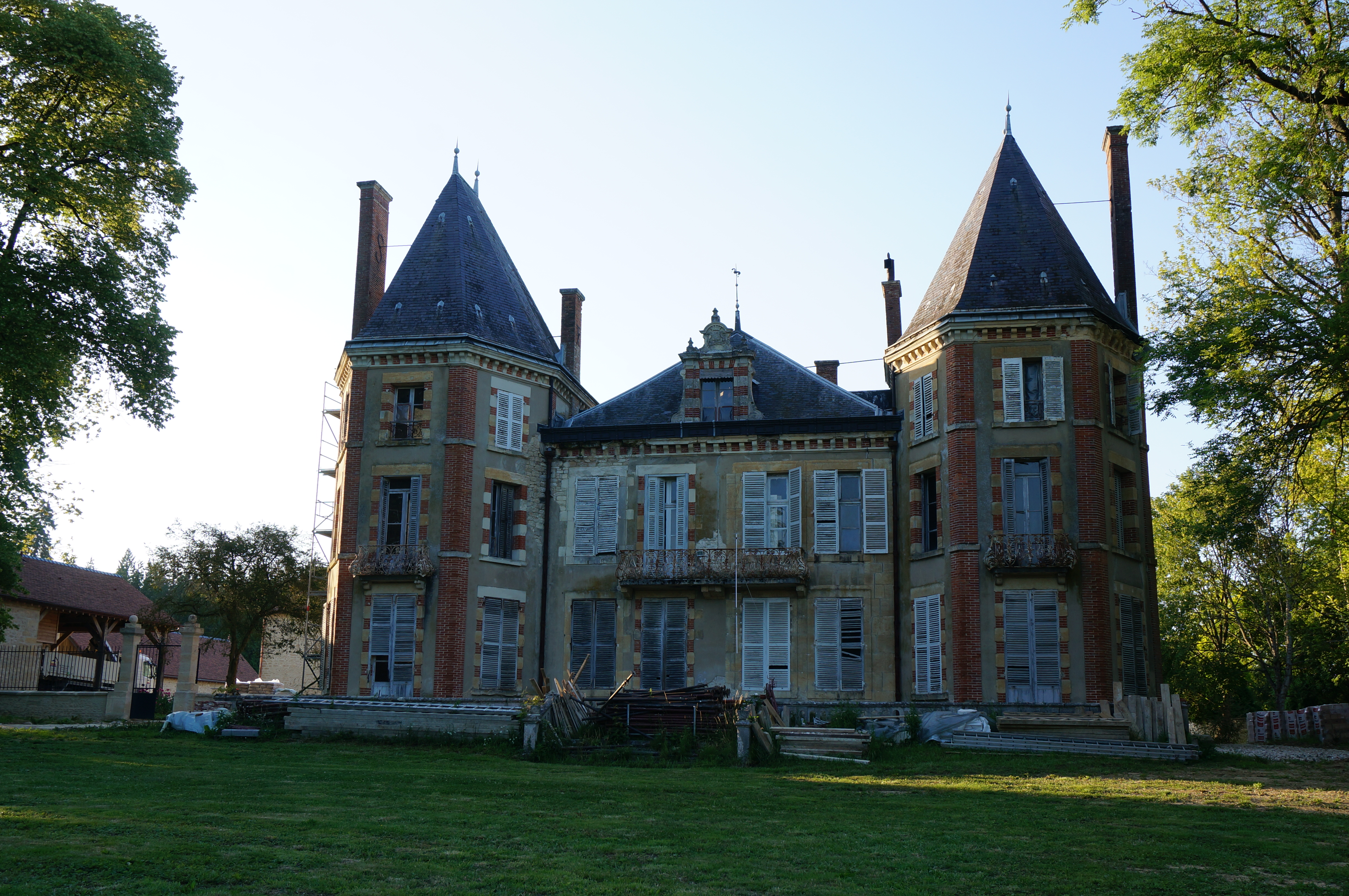
Château de Marzilly.détruit

Hermonville avait plusieurs châteaux : 
- Le château de  Toussicourt, construit au XVIIIe siècle, par Jean-Baptiste Clicquot, conseiller au bailliage et directeur de la monnaie de Reims[67], à proximité immédiate d'une vaste ferme, plus ancienne. Au XVIIIe siècle, le domaine, dont les bois encadraient des terres de culture et même des vignes, devient la propriété de Jean-Baptiste Arnould, dit Arnould-Senart (1794-1846), marchand de draps à Reims, puis de Jacques Edmond Arnould[Note 7], qui le vend en 1855, au père de Hugues Krafft[68]. Bombardé pendant près de quatre ans, pendant la Première Guerre mondiale, le château ne sera pas reconstruit[69], les dommages de guerre ayant servi à la reconstruction de l'hôtel Le Vergeur
- Le château de Marzilly rénové par la famille Ullens  est le plus ancien. Au Moyen Âge, relais de Templiers, ayant appartenu ensuite au général Dubois. Emile-Oscar Dubois était le fils de Clément Désiré Jean-Baptiste Dubois instituteur à l'école d'Hermonville. Né à Savigny-sur-Ardre le 23 novembre 1819. Lorsque le conseil municipal d’Hermonville voulut recruter un instituteur, il organisa un concours et ce fut Clément Dubois, titulaire du Brevet élémentaire, qui arriva en tête, or, il n'avait que dix-huit ans. Les élus craignaient qu’il ne se fisse pas respecter par ses élèves en raison de son jeune âge. Or, il sut parfaitement bien dès le début, tenir son rang. Il était aussi secrétaire de mairie. Il se maria avec Marguerite Guerlet et eut un fils, Emile Oscar. Clément Dubois fut un excellent maître, qui resta à son poste pendant plus de quarante ans. Son décès affecta tout le village, et le jour où ses obsèques furent célébrées, le 6 juin 1898, le deuil fut conduit par son fils, alors colonel. Le maire, le conseil municipal, des officiers supérieurs du Génie et de l'Artillerie, Monsieur Communal capitaine de vaisseau, officier de la Légion d'Honneur, ses amis : Monsieur Renard juge à la Cour d'Appel, Monsieur Villiers le percepteur, Maître Tiret notaire, Monsieur André inspecteur d'Académie, Monsieur Andrieux maire de Pouillon, Monsieur le vicomte Gaston d’Avesnes, des instituteurs des communes voisines et toute la population d'Hermonville accompagnèrent l'instituteur à sa dernière demeure. Son fils Emile-Oscar, né le 12 mai 1842, profita certainement des leçons de son père, car il fut bon élève, et après de brillantes études à Reims et à l'école polytechnique où il entra le 1er novembre 1861, sorti classé 87e sur 136 élèves, avec le galon de sous- lieutenant le 1er octobre 1863. Il suivit les cours de l'école d'application de l'Artillerie et du Génie à Metz. En 1895, il fut directeur du Génie à Clermont-Ferrand. Le 6 avril 1896, il fut nommé colonel et directeur du Génie à Epinal. Le général Dubois  fut chef de la Maison militaire de l'Elysée, pendant la présidence d'Émile Loubet. Il avait deux adresses, l'une à Paris 16 avenue de La Bourdonnais et l'autre à Hermonville, au château de Marzilly, sur la route de Trigny. Ce château dont la bâtisse la plus ancienne date du Moyen Âge et des Templiers, avait appartenu aux Clicquot de Toussicourt, une famille de facteurs d'orgues du roi, anoblie par Louis XV en 1765. Jean-Nicolas avait été maire d'Hermonville pendant la campagne de France de Napoléon en 1814, alors que les cosaques occupaient le village et réclamaient les denrées les plus coûteuses. À la fin du XIXe siècle, la famille Clicquot avait vendu le château à Jonathan Holden, un Anglais patron des tissages Holden, et exploitant agricole de la ferme des Anglais à Reims, qui le vendit à son tour au général Dubois en 1906. Le général était conseiller municipal à Hermonville, membre du comité du monument aux Morts présidé par Monsieur Boguet. Il est décédé à Paris le 22 janvier 1928. Ses obsèques eurent lieu à Hermonville, à midi, à l'église Saint-Sauveur. Elles furent d’une grande simplicité pour ce grand officier de la Légion d'Honneur. Le deuil fut conduit par Monsieur Etienne Peignot avocat général à la Cour d'Appel de Paris et par le général Tissier, ses gendres, ainsi que par la générale Dubois née Marie-Catherine Peltier et leurs enfants. Dans le convoi funèbre : le député Jacquy, la municipalité d'Hermonville, les municipalités des communes voisines où le général avait de vives sympathies. Le second château n'existe plus. Il avait été le lieu de résidence du consul d'Italie Mazzuchi.
- Le château d’Avesnes ou du Mesnil d'Avesnes, actuelle maison de retraite, place de la Mairie. Les d'Avesnes étaient de très ancienne noblesse, celle de Saint-Louis.
- Le château Druart, rue Visin, détruit pendant la Première Guerre mondiale et reconstruit. Propriété de Georges Communal en 1914. Lieu de réunion de l'État-Major de l'Armée française, et lieu supposé de l'École des missions spéciales.
- Le château du Bois de l'Arbre ou château d'Hervelon, près de l'actuelle ferme Saint-Joseph, au lieu-dit Hervelon, construit en 1854 par Dubois de Fresnay, ayant appartenu ensuite aux familles Arnould, Guéry, de Bary et à Léon d'Anglemont de Tassigny (1862-1944), négociant en vins de Champagne, détruit pendant la Première Guerre mondiale. Il n'en reste rien.
- Le château Saint Rémy ou de Sommeville, rue Charles-de-Gaulle, fut la propriété d'Achille Renard, président du tribunal civil de Reims, conseiller honoraire à la cour d'appel de Paris, où son fils l'écrivain Maurice Renard passa son enfance. Comme Marcel Proust, il lisait beaucoup et aimait à se réfugier dans un kiosque aux carreaux de couleur. Devenu propriété de Claire Renard, la fille d'Achille Renard, mariée avec le docteur Octave Guelliot. Il fut détruit pendant la Première Guerre mondiale.
- Le château de Long-voisin, ayant appartenu à la famille Dubourg-Maldan.

### Manifestations culturelles
La ville est animée par un festival artistico-musical Art & Jazz dans ma cour qui se déroule sur trois jours et plusieurs rues du village.

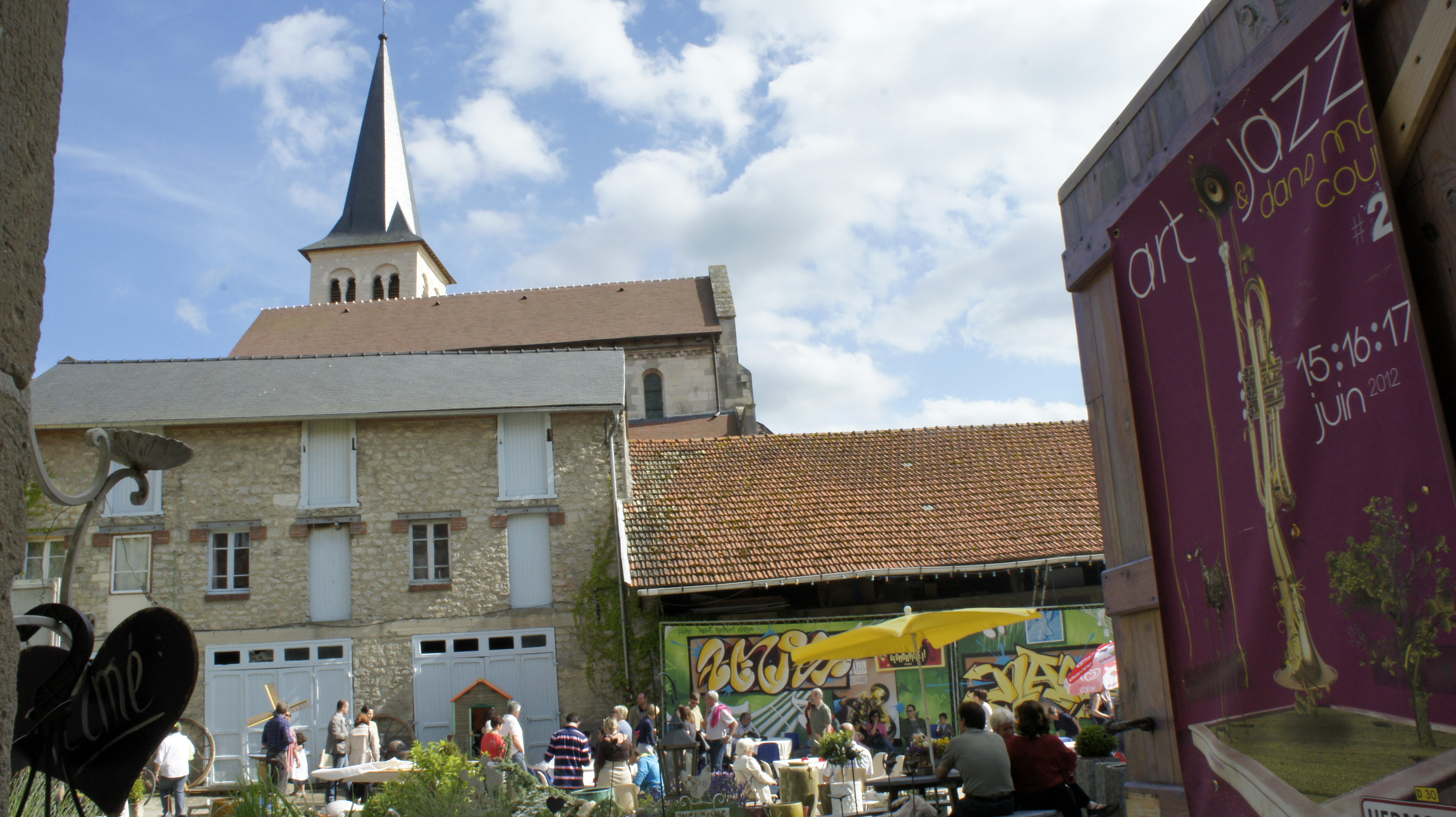
La grange aux couleurs, lieu d'exposition, de restauration, de concert.
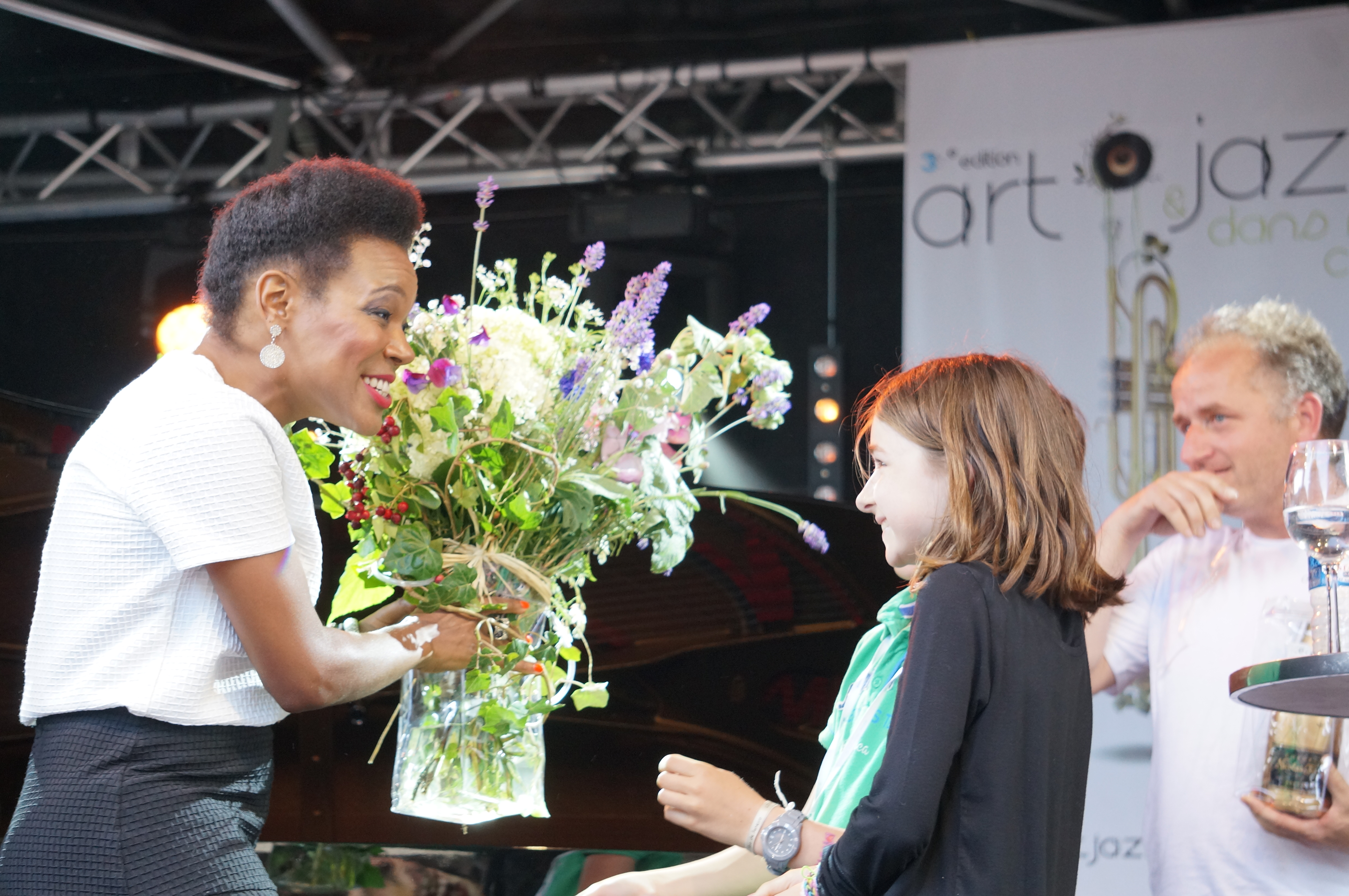
Concert avec China Moses.
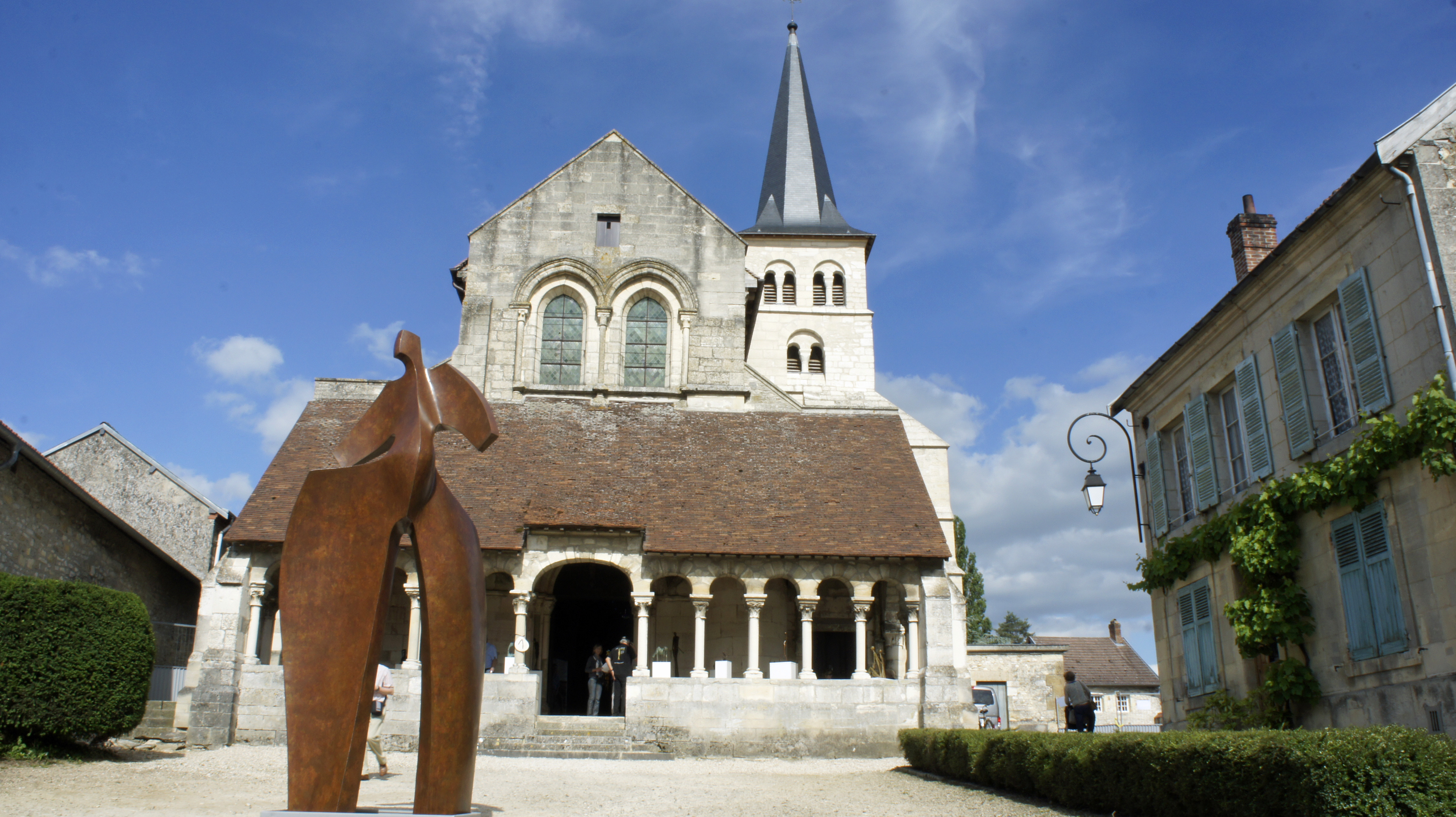
La façade de l'église Saint-Sauveur lors de Art & Jazz de 2012.

### Personnalités liées à la commune
- La famille d'Avennes[31], vicomtes de Cramaille, seigneurs d'Hermonville, de Toussicourt, du grand hameau de Romain, de Variscourt et du fief de Plessy, appartient à la noblesse de Champagne et a conservé jusqu'à une période récente la terre d'Hermonville[70],[Note 8].

Par ordre chronologique des naissances : 
- Guillaume Chardon, vicomte d'Hermonville (? - †1497 ou 1499)
- Jean-Anténor Hüe de Caligny, né à Hermonville le 12 juillet 1657, ingénieur militaire français.
- Louis-Joseph-Nicolas de Champagne (1707-1765), chevalier de Saint-Louis, seigneur des Hantes, Le Chêne, Ventelay, Vandières-sur-Marne, ancien capitaine de grenadiers au régiment d'infanterie du roi, officier de l'Armée du Rhin de Louis XV, en septembre 1744, veuf d'Anne-Radegonde de Champagne, meurt à Hermonville le 2 juin 1765 des suites de blessures. Il est inhumé dans l'église d'Hermonville[71],[72].
- Jean-Baptiste Clicquot (1717-1785), conseiller au bailliage, directeur de la monnaie et échevin de Reims, construisit  le château de Toussicourt, anobli par Louis XV, dès lors connu comme Clicquot de Toussicourt, il mourut en 1785[68].
- Jean-Nicolas Clicquot de Toussicourt (1746-1821), fils du précédent, seigneur de Toussicourt et d'Hermonville, écuyer, chargeur du Roi et entreposeur de tabac, propriétaire du château de Toussicourt, prit part en 1789 aux assemblées de la noblesse tenues à Reims, maire d Hermonville en 1808.
- Jean Marie Leroux-Goumant, né le 18 mai 1802 à Guyencourt (Aisne), décédé à Hermonville le 12 avril 1875, juge suppléant, juge de paix du canton de Fismes, conseiller d’arrondissement, ancien vice-président du Comice agricole de l’arrondissement de Reims, ancien maire d'Hermonville.
- Pierre Joseph Camille Dubourg-Maldan (1807-1881), conseiller municipal de Reims, mort à Hermonville, médecin, directeur de l’École de médecine de Reims en 1864[50].
- Bernard de Susbielle (1808-1893), général de division, grand officier de la Légion d'honneur[73], habite, une fois à la retraite en 1879, le château de Marzilly.
- Alphonse Bertherand (1815-1887)[74], médecin militaire, propriétaire du château de Marzilly en 1866.
- Henri Raymond Victor Petit (1819-1872), né à Vernon (Eure), docteur en médecine, maire d’Hermonville, membre du conseil d'arrondissement, mort le 25 septembre 1872, en revenant de soigner un malade à Trigny (Marne). Maire, il fonda en 1853 une caisse d’épargne. En 1855, il s’efforça d’établir une caisse de secours mutuels qui ne dura que quelques années ; il créa, sur la place d’Hermonville, un square donnant à la commune un aspect nouveau, il contribua à la fondation d'une bibliothèque communale et rendit l’instruction primaire entièrement gratuite[75].
- Jonathan Holden (1828-1906), industriel, propriétaire du château de Marzilly en 1906.
- Emile Mazucchi, consul d'Italie à Reims, propriétaire du château de Marzilly en 1914.
- Urbain Paul Louis Communal (1836-1898), maire d’Hermonville pendant plus de vingt ans, membre titulaire du Comice agricole de l’arrondissement de Reims, ancien capitaine de la compagnie de sapeurs-pompiers, président de la musique municipale[53].
- Georges Communal (1840-1913), capitaine de vaisseau, maire d'Hermonville[57].
- Comte Edgard de Maigret (1841-1910), vice-amiral, grand-croix de la Légion d'honneur[76], fils d'Aline-Félicie d'Avennes d'Hermonville, comtesse de Maigret (1817-1870).
- Le géneral Dubois (1842-1928), né à Hermonville[77], chef de la maison militaire du président de la République Émile Loubet, propriétaire du château de Marzilly en 1908, conseiller municipal d'Hermonville, chargé de faire ériger le monument aux morts, inhumé à Hermonville[78].
- Gustave Deuzé (1843- ), membre de la Commune de Paris[79].
- Comte Gaston Joseph Octave de Maigret (1850-1904), né à Hermonville, frère du vice-amiral comte Edgard de Maigret, membre du Conseil supérieur de la Marine[80].
- Elise Lurette (1852-1940), née à Hermonville, dame de compagnie de Marie-Eugénie Spencer, de la famille anglo-américaine Spencer, à laquelle appartenaient Winston Churchill et Lady Diana, rescapée du naufrage du Titanic qui eut lieu le 14 avril 1912.
- Le docteur Octave Guelliot (1854-1943), propriétaire du chateau Saint Rémy.
- Étienne Peignot (1871-1946), conseiller à la cour de cassation, gendre du général Dubois, il habitait le château de Marzilly.
- Maurice Renard (1875-1932), écrivain, il évoque Hermonville dans son roman La Jeune Fille du Yacht.
- Odette Pauvert-Tissier (1903-1966), petite-fille du général Dubois, artiste-peintre, prix de Rome 1925, première femme admise à la Villa Médicis.

### Héraldique
| Armes de Hermonville | Les armes de la commune se blasonnent ainsi : d'azur à la gerbe de blé d'or posée sur une champagne cousue de sinople, au chef d'argent chargé de deux grappes de raisin de sable tigées et feuillées de sinople. |